# Moghania tomentosa
Moghania tomentosa là một loài thực vật có hoa trong họ Đậu. Loài này được (Miq.) H.L. Li mô tả khoa học đầu tiên năm 1944.